# 達連國家公園
達連國家公園（西班牙語：Parque nacional Darién），是巴拿馬的國家公園，位於該國東部達連省，距離首都巴拿馬城約325公里，毗鄰洛斯卡蒂奧斯國家公園，成立於1980年9月27日，面積5,790平方公里。